# 1049
1049 је била проста година.

## Догађаји
- Википедија:Непознат датум — Владавина арапске династије Абадида у Севиљи у данашњој Шпанији (од 1023. до 1091).

- Пролеће – Печенешки устанак: Цар Константин IX одлучује да пребаци 15.000 печенешких ратника са њихових положаја на Балкану на источни фронт. Приближавајући се Босфору, Печенези одлучују да се врате и марширају кроз Бугарску, док не стигну до византијског града Сердике. Касније, уз придруживање следбеника, печенешка племена подижу устанак у Тракији.
- 13. јануар – Теодвин, принц-бискуп Лијежа, побеђује грофа Дирка IV од Западне Фризије близу Дордрехта и обнавља царску власт у делти Рајне.
- Република Пиза успешно завршава освајање Сардиније од андалузијских окупатора.
- Викиншки ирски освајачи удружују се са краљем Грифидом ап Ридерхом од Гвента у пљачкашким нападима дуж реке Северн.
- Бану Хилал, конфедерација племена Арабије, започиње инвазију на Магреб (Северна Африка). Организовао их је египатски Фатимидски калифат како би казнио своје бивше Зиридске вазале.
- Гвоздена пагода у Кајфенгу је изграђена током кинеске династије Сунг.
- 12. фебруар – Папа Лав IX наслеђује Дамаса II као 152. папа Католичке цркве. Одлази на једногодишње путовање како би промовисао циљ реформистичког програма међу европским прелатима.